# Temporada 1970-71 de los Cleveland Cavaliers
La temporada 1970-71 fue la primera de los Cleveland Cavaliers en la NBA, tras la expansión de la liga con la incorporación además de los Buffalo Braves y los Portland Trail Blazers. La temporada regular acabó con 15 victorias y 67 derrotas, ocupando el octavo y último puesto de la conferencia Este, no logrando clasificarse para los playoffs.

## Draft de expansión
| Jugador        | Posición     | Equipo                 |
| -------------- | ------------ | ---------------------- |
| Butch Beard    | Base         | Atlanta Hawks          |
| Len Chappell   | Pívot        | Milwaukee Bucks        |
| Johnny Egan    | Base         | L.A. Lakers            |
| Bobby Lewis    | Escolta      | San Francisco Warriors |
| McCoy McLemore | Pívot        | Detroit Pistons        |
| Don Ohl        | Base/Escolta | Atlanta Hawks          |
| Walt Wesley    | Pívot        | Chicago Bulls          |
| Loy Petersen   | Escolta      | Chicago Bulls          |
| Luther Rackley | Pívot        | Cincinnati Royals      |
| Bingo Smith    | Escolta      | San Diego Rockets      |
| John Warren    | Escolta      | New York Knicks        |

:Fuente:

## Elecciones en elDraft
| Ronda | Puesto | Jugador       | Posición | Nacionalidad   | Universidad |
| ----- | ------ | ------------- | -------- | -------------- | ----------- |
| 1     | 7      | John Johnson  | Alero    | Estados Unidos | Iowa        |
| 2     | 26     | Dave Sorenson | Alero    | Estados Unidos | Ohio State  |
| 6     | 94     | Joe Cooke     | Base     | Estados Unidos | Indiana     |

## Temporada regular
| División Central    | División Central | División Central | División Central | División Central | División Central | División Central | División Central | División Central |
| Equipo              | G                | P                | %                | PD               | Casa             | Fuera            | Neutral          | Div              |
| ------------------- | ---------------- | ---------------- | ---------------- | ---------------- | ---------------- | ---------------- | ---------------- | ---------------- |
| y-Baltimore Bullets | 42               | 40               | .512             | –                | 24–13            | 16–25            | 2–2              | 10–6             |
| x-Atlanta Hawks     | 36               | 46               | .439             | 6                | 21–20            | 14–26            | 1–0              | 9–7              |
| Cincinnati Royals   | 33               | 49               | .402             | 9                | 17–16            | 11–28            | 5–5              | 16–6             |
| Cleveland Cavaliers | 15               | 67               | .183             | 27               | 11–30            | 2–37             | 2–0              | 1–13             |

## Estadísticas
| Rk | Jugador          | Edad | P  | PT | MP   | TC  | TCI  | %TC  | TL  | TLI | %TL  | RB  | AS  | FP  | PTS  |
| -- | ---------------- | ---- | -- | -- | ---- | --- | ---- | ---- | --- | --- | ---- | --- | --- | --- | ---- |
| 1  | John Johnson     | 23   | 67 |    | 34.5 | 6.5 | 15.4 | .422 | 3.6 | 4.4 | .805 | 6.8 | 4.8 | 3.7 | 16.6 |
| 2  | John Warren      | 23   | 82 |    | 31.8 | 4.6 | 11.0 | .423 | 2.2 | 2.6 | .829 | 4.2 | 4.2 | 3.6 | 11.5 |
| 3  | McCoy McLemore   | 28   | 58 |    | 31.7 | 4.4 | 11.3 | .388 | 2.9 | 3.8 | .773 | 8.0 | 3.0 | 2.9 | 11.7 |
| 4  | Bingo Smith      | 24   | 77 |    | 30.3 | 6.4 | 14.4 | .448 | 2.3 | 3.0 | .761 | 5.6 | 3.4 | 2.3 | 15.2 |
| 5  | Walt Wesley      | 26   | 82 |    | 29.6 | 6.9 | 15.1 | .455 | 4.0 | 5.8 | .687 | 8.7 | 1.0 | 3.6 | 17.7 |
| 6  | Dave Sorenson    | 22   | 79 |    | 24.6 | 4.5 | 10.1 | .445 | 2.3 | 2.9 | .803 | 6.2 | 2.1 | 2.3 | 11.3 |
| 7  | Bobby Lewis      | 25   | 79 |    | 23.4 | 2.3 | 6.1  | .370 | 1.4 | 1.9 | .717 | 2.6 | 3.1 | 2.2 | 5.9  |
| 8  | Luther Rackley   | 24   | 74 |    | 19.4 | 3.0 | 6.4  | .466 | 1.6 | 2.6 | .637 | 5.3 | 0.9 | 2.5 | 7.6  |
| 9  | Bobby Washington | 23   | 47 |    | 17.5 | 2.6 | 6.6  | .397 | 2.2 | 3.0 | .743 | 2.2 | 4.0 | 2.2 | 7.4  |
| 10 | Johnny Egan      | 32   | 26 |    | 15.8 | 1.5 | 3.8  | .408 | 1.0 | 1.1 | .893 | 1.2 | 2.2 | 1.2 | 4.0  |
| 11 | Len Chappell     | 30   | 6  |    | 14.3 | 2.5 | 6.3  | .395 | 1.8 | 2.3 | .786 | 3.0 | 0.2 | 1.5 | 6.8  |
| 12 | Larry Mikan      | 22   | 53 |    | 10.1 | 1.2 | 3.5  | .333 | 0.6 | 1.0 | .618 | 2.6 | 0.8 | 1.1 | 3.0  |
| 13 | Joe Cooke        | 22   | 73 |    | 9.9  | 1.8 | 4.7  | .393 | 0.7 | 0.8 | .814 | 1.6 | 1.3 | 1.8 | 4.3  |
| 14 | Cliff Anderson   | 26   | 23 |    | 7.4  | 0.8 | 2.6  | .322 | 1.8 | 2.6 | .683 | 1.6 | 0.7 | 1.0 | 3.4  |
| 15 | Gary Suiter      | 26   | 30 |    | 4.7  | 0.6 | 1.8  | .352 | 0.1 | 0.3 | .444 | 1.4 | 0.1 | 0.7 | 1.4  |
| 16 | Gary Freeman     | 22   | 11 |    | 4.3  | 0.6 | 1.1  | .583 | 0.1 | 0.2 | .500 | 0.7 | 0.4 | 0.4 | 1.4  |

## Galardones y récords
| Jugador      | Galardón |
| John Johnson | All-Star |